# エア・フロリダ90便墜落事故
エア･フロリダ90便墜落事故（エア･フロリダ90びんついらくじこ、英語: Air Florida Flight 90）は、1982年1月13日16時1分（東部標準時）頃、アメリカ合衆国のワシントン国際空港を激しい吹雪のなか離陸したエア・フロリダ90便が、離陸直後に氷結したポトマック川に架かる橋梁に激突、川に墜落した航空事故である。
乗員乗客79人のうち74人と橋梁上の自動車内にいた4人の計78人が死亡、客室乗務員1人と乗客4人が救助された。水没を免れた尾翼部分にしがみついた生存者の救助を多くの人々が見守る映像は日本でも報道された。なお、この事故をきっかけにエア・フロリダは経営が悪化し、2年後に倒産した。

## 事故機の経歴

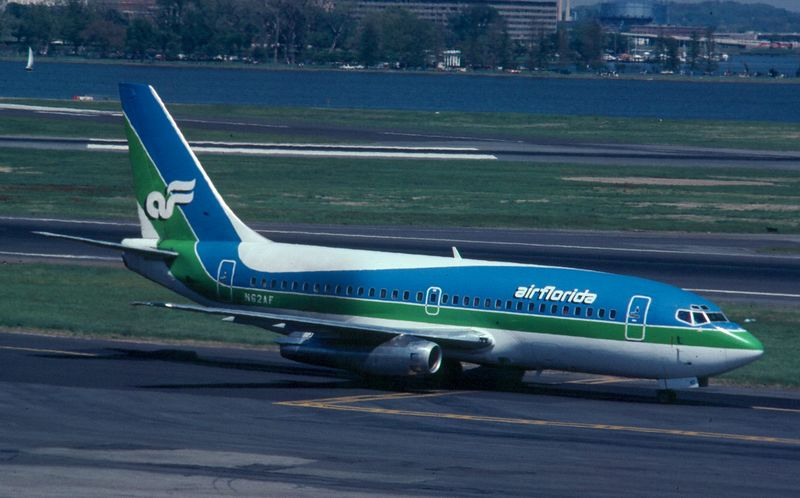
事故機（N62AF）

90便として使用されていた機体は1969年にユナイテッド航空が導入したもので、1980年にエア・フロリダへ売却されていた。供用開始から13年目で、機長・副操縦士のボーイング737型機の操縦経験は、いずれも3年未満であった。
- 機体：ボーイング737-222、機体記号：N62AF[2]
- 機長：34歳、男性
- 副操縦士：31歳、男性

## 事故の概要

### 記録的寒波
1982年の1月第2週は、米国東海岸地域を歴史的寒波が襲い、首都ワシントンでも数日にわたって低温が続き、自動車が路上で立ち往生するなど日常生活にも支障をきたしていた。
ワシントン国際空港も1月13日正午の時点でようやく滑走路が使用可能となったが、再びいつ閉鎖になるかわからない状態だった。当該機および乗員は当日朝にフロリダを出発して13時29分にワシントンに到着し、折り返しフロリダ州タンパ経由フォートローダーデール行き90便となったが、降雪により滑走路が一時閉鎖となったため出発が遅れていた。

### 除氷作業
駐機中に、高圧温水と不凍液の混合物の噴射による、機体に降り積もった雪の除去が行われた。一般に、その混合比率は気温によって変えなければならず、また、除氷を目的とする場合とその後の着氷防止を目的とする場合とでも混合比率が異なる。滑走路が一時的に閉鎖になったことにより除氷作業も中断が発生しオペレーターが交代した等で混乱し、また、混合比率を調整する噴射ノズルも当時の作業状況に適合しないものが使用されていたため、正しい混合比率に調整されていなかった。

### パワーバック
ボーディング・ブリッジから離れようとした際、タグ（牽引車）がスリップして動けなかったため、乗員はエンジンを逆噴射してパワーバックで後退しようとした。しかし、30 - 90秒間にわたり逆噴射を行ったが機体は動かず、また、地上業務を代行していたアメリカン航空の規定では、後退時に逆噴射を行うことが禁止されていることをタグのオペレータから告げられ、逆噴射の続行を断念、タグをタイヤチェーン付きのものに取り替えてようやく後退することに成功した。しかし、この逆噴射操作は雪や氷、水を巻き上げ、90便の機体のあちこちに付着させることとなった。

### チェックリスト
エンジン始動時のチェックリストに際して、「アンチ・アイス（防氷装置）」の項目を副操縦士が読み上げたが、機長は“OFF” と答えている。副操縦士も何ら疑義を挟んだ様子はなかった。

### 離陸待機
ボーディング・ブリッジを離れてから他機とともに一列に並び順番待ちをしている間、乗員は直前機のニューヨーク・エア58便（ダグラス DC-9）との距離を故意に短くしてタキシングを行った。前機のエンジンの排気熱により着氷を溶かすことができるとの考えであったが、これは間違いだった。機体製造者であるボーイング社のマニュアルによれば、「再氷結の危険が高いので低温下では標準より距離を大きめに取ること」とされている。

### 離陸 / 墜落

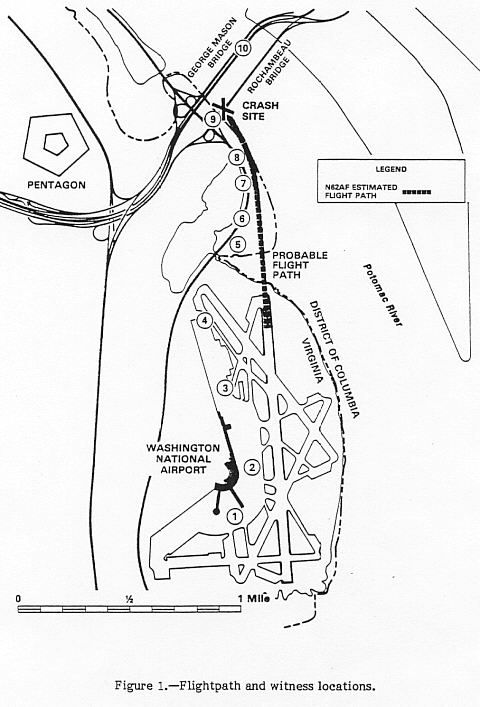
国家運輸安全委員会による事故機の飛行経路

天候条件や自重等から計算された、離陸時に用いるべき推力は「EPR（エンジン圧力比）：2.04」であった。スロットルレバーを押し込んだ際、いつもより EPR ゲージ指針の上昇が速く、レバー操作に対しオーバーシュートしたのが異常の前兆だった。さらに副操縦士は離陸滑走を開始した直後から異常を感じ、数度にわたり「おかしい (not right)」と呟いている。規定どおりの EPR （この場合2.04）にセットしたわりに加速が悪く、エンジン排気温度や回転数その他のパラメータがいつもとは異なっていたためだが、これに対し機長は「今日は本当に寒い日だ」や「大丈夫だ。80ノット出ている」としか応じていない。すなわち、気温が低いとエンジンの効率が上がるので、いつもと違っていてもおかしくはないというニュアンスを含んでいた。事故報告書は機長が実際にそう信じていたものと推定している。
加速が悪いため機首上げ操作速度 (Vr) に達するまでに通常よりおよそ 800 メートル余計に滑走を要した後に離陸したが、直後に機速が失速速度に近いことを知らせるスティックシェイカーが作動した。引いていた操縦桿を速度を回復するために少し押し戻すなどの失速解消のための試みがなされたが、推力を上げるためのスロットルレバー操作は最後まで行われなかった。上昇に必要な速度が得られない状態で次第に高度が下がっていき、ついにはポトマック川橋梁をかすめて渋滞中の自動車数台を巻き込んだ末、氷の張った川面に墜落した。

### 離陸から墜落までの会話
15:59:32 CAM-1 よし。君が飛ばせ。（Okay, your throttles.）

15:59:35 [エンジン音]
15:59:51 CAM-1 ここは本当に寒いな。（Really cold here, real cold.）
15:59:58 CAM-2 見てください、おかしくありませんか？ああ、これは間違っている。（God, look at that thing. That don't seem right, does it? Ah, that's not right.）
16:00:09 CAM-1 大丈夫だ。80ノット出ている。（Yes it is, there's eighty.）
16:00:10 CAM-2 それは違うと思う。でも、あっているのかもしれない。（Naw, I don't think that's right. Ah, maybe it is.）
16:00:21 CAM-1 120ノット（Hundred and twenty.）
16:00:23 CAM-2 私には（それがあっているのか）分からない。（I don't know.）
16:00:31 CAM-1 V1 (離陸決心速度)、落ち着け、V2 (安全離陸速度)（V1 . Easy, V2 .）
16:00:39 [スティックシェイカーの音]
16:00:41 TWR  パーム90 デパーチャーにコンタクトしてください。（Palm 90 contact departure control.）
16:00:45 CAM-1 前だ、前、落ち着け。500フィートだけでいいんだ。（Forward, forward, easy. We only want five hundred.）
16:00:48 CAM-1  前だ、上がれ。少し上がった。（Come on forward....forward, just barely climb.）
16:00:59 CAM-1 失速だ、落ちてる！（Stalling, we're falling!）
16:01:00 CAM-2 ラリー（機長の名前）、墜落する、ラリー……。（Larry, we're going down, Larry....）
16:01:01 CAM-1 分かってる！（I know!）
16:01:01 [衝撃音]

## 原因
国家運輸安全委員会 (NTSB) は直接の原因として下記の点を指摘した。
- 乗員はエンジン防氷装置 (Anti-Ice) を OFF にしていたこと。
これによりエンジン圧力比 (EPR) 測定のための圧縮機入り口センサー開口部が氷雪によって閉塞し、この結果コックピットに誤った EPR を表示[注 3]することになった。
- 翼に雪や氷が付着した状態で離陸を開始したこと。
除氷作業終了から管制官の離陸許可までに時間を要し、この間に再び機体に雪が降り積もっていた[注 4]。これに加えて、ボーイング737型機は主翼前縁部に僅かでも氷雪付着があると離陸時に急激な機首上げ（失速の主因になり得る）を生じるという既知の機種固有の特性を持っていた。さらに、DC-9のエンジンの噴射熱を浴びようとしたことで主翼上にあった雪や氷は一時的に溶けたが、この行動自体がボーイング社のマニュアルに反していた。溶けた雪や氷は主翼の後部に押し出された状態で再凍結したために操縦翼面に干渉し、主翼の揚力低下を招くことになった。
- 離陸滑走の早い時期に異常に気付いたが、離陸を中止しなかったこと。
副操縦士はエンジン計器の指示に何度も異常を訴えたが、機長はそれを無視するか、または「問題なし」と応じた。

また、離陸直後にスティックシェイカーが作動した際に、エンジン出力を「全開」としていたなら、墜落は免れただろうと結論している。

## 救助活動

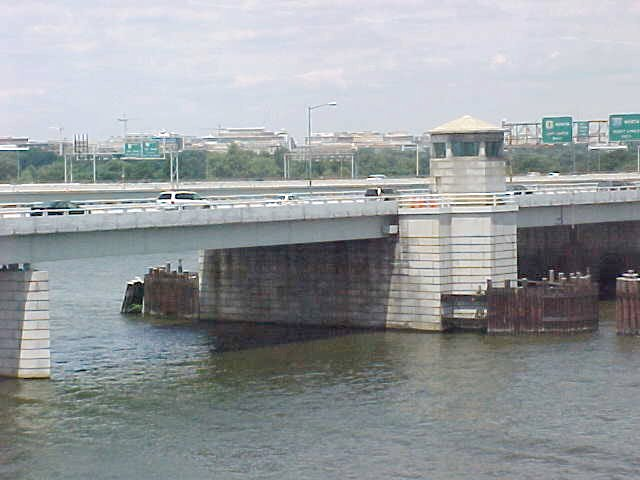
墜落現場となったアーランド・ウィリアムズ・ジュニア記念橋

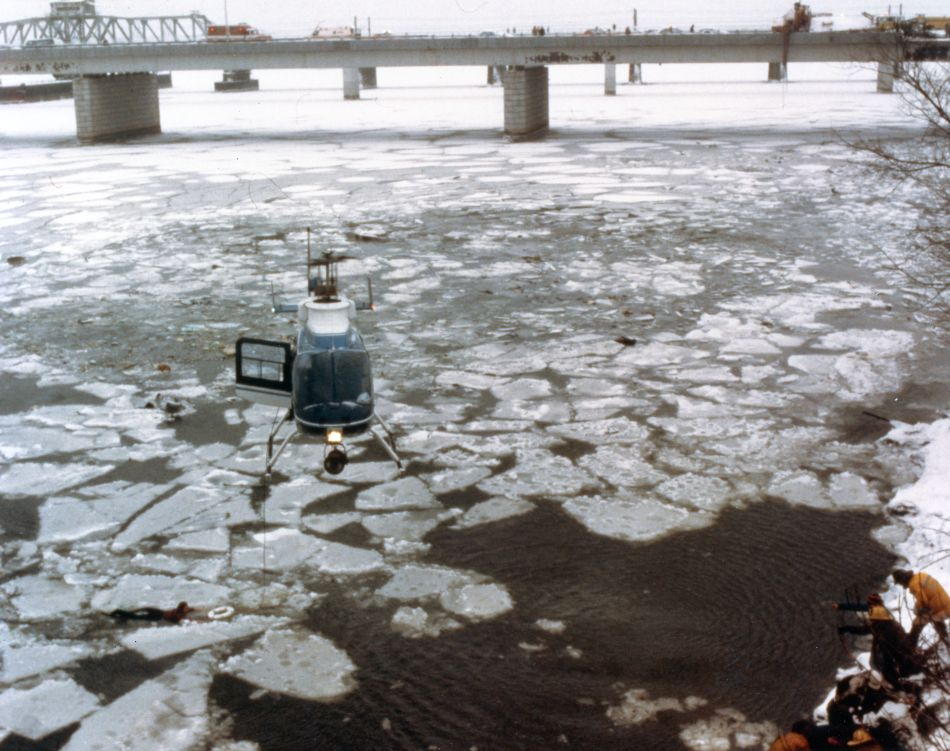
救助活動の様子

事故による機体の損傷があまりにも激しかったため、生存者はいないものと思われていたが、割れた氷に6人の生存者がしがみついていた。しかし歴史的な寒波に襲われていたワシントンD.C.では、連邦政府関係者の多くが早退を命じられていたこともあり、交通渋滞が激化していた。路面の凍結などの状況も加わり、出動した救急車はホワイトハウス前の歩道を走行するなどして渋滞の迂回に努めたが、到着に20分以上要するなど緊急車両の対応が遅れていた。
また、到着したレスキュー隊も凍結した川に対応できる装備を備えていなかったため、満足に救助活動を行える状況ではなかった。事故現場近くには沿岸警備隊の砕氷能力を備えたタグボートの拠点があったが、事故当時はポトマック川下流の別の救助要請に対応していた。墜落事故から約30分後、ワシントンメトロのスミソニアン駅付近で開業以来初の脱線事故が発生しており、緊急機関の対応能力は更に圧迫されていた。
事故から20分後、国立公園管理警察の救助ヘリコプターが到着した。最初に命綱が渡されたのは、46歳の銀行監査官の男性であるアーランド・ウィリアムズ・ジュニア（ (Arland D. Williams Jr.) ）であったが、アーランドは残骸に引っかかっていたこともあり、2度にわたって自分の近くにいた女性に救助の順番を譲った。そして救助ヘリが3度目に戻ってきた時には、アーランドは既に力尽きて溺死しており、本件事故において衝撃以外の要因による唯一の死者となった。
アーランドにはアメリカ政府から救助ヘリの乗員2人とともにゴールド救命メダル (Lifesaving Medal) が授与され、事故現場となったロシャンボー橋（ジャン＝バティスト・ド・ロシャンボーに由来）は、アーランドにちなんで「アーランド・ウィリアムズ・ジュニア記念橋」（Arland D. Williams Jr. Memorial Bridge）と改名された。また、他にもアーランドを記念して命名された施設が複数あり、アーランドの郷里のイリノイ州には2003年に「アーランド・ウィリアムズ・ジュニア小学校」（Arland D. Williams, Jr. Elementary School）が開校した。
このほか2度目の救助の際、衰弱し力を失った女性が命綱から手を離してしまい氷上に取り残されたが、見守っていた群衆の中から2名の男性が飛び込んで支え、無事救助された。そのうちの1人は、アメリカ連邦議会予算局（CBO (Congressional Budget Office) ）の職員レニー・スカトニック（ (Lenny Skutnik) ）であり、同年1月26日にはロナルド・レーガン大統領（当時）によって一般教書演説に招待され、演説の中で称賛された。